# 景雲 (航空機)
空技廠 R2Y 景雲
景雲
- 用途：高高度偵察
- 分類：偵察機
- 設計者：海軍航空技術廠
- 製造者：海軍航空技術廠
- 運用者： 大日本帝国（日本海軍）
- 初飛行：1945年5月
- 生産数：2機、うち1機完成
- 運用状況：退役

景雲（けいうん）は、太平洋戦争中に試作された日本海軍の偵察機。略符号は「R2Y」。胴体中央部に双子型の発動機を配置し、延長軸で機首のプロペラを起動させるというユニークな形態の偵察機だった。1945年（昭和20年）5月2度の試験飛行を行ったが、エンジンの不調等で所定の性能に達しないまま終戦を迎えた。

## 概要
1943年（昭和18年）、海軍航空技術廠（空技廠）は最高速度740 km/h、航続距離3,333 km以上という高性能の高高度偵察機の開発を開始した。これが、十八試陸上偵察機「景雲」である。
景雲は当時の戦闘機を凌ぐ高性能を実現するために、様々な新機軸が盛り込まれた機体となった。エンジンは高出力を確保するため、愛知航空機（愛知）製のアツタ三〇型発動機を並列に組み合わせた「ハ70」である。これを胴体中央部に搭載し、4 m超の延長軸で機首の6翅プロペラを起動させる形とした。これは、ドイツから輸入したHe 119高速爆撃機の構造を参考にしていた。また、排気タービン過給器や気密室を完備し、操縦席は並列複座、降着装置は前輪式とした。その結果、おおよそそれまでの日本機とは異なるユニークな外観の機体となった。
1944年（昭和19年）6月に戦局の悪化から試作機種の整理が行われ、景雲もその対象にあげられた。しかし同年秋、三菱で開発中の「ネ330」ジェットエンジンの開発の目処がつき、当時開発中の機体の中ではジェット化が一番容易なスタイルであるとして本機に白羽の矢が立ち、空技廠から景雲をジェット攻撃機化した「景雲改」の開発が提案された。結局この機体の性能試験のために景雲の試作は続行されることとなった。
1945年（昭和20年）4月に試作1号機が排気タービンを装着しない形で完成し、5月に木更津飛行場で試験飛行を行った。しかし、発動機の不調のためまともにテストができず、2回目の飛行時にはエンジン室内で火災が発生、緊急着陸し機体は小破した。その後1号機はエンジンの換装中に空襲を受け破壊された。総飛行時間はわずか10分程度であった。完成したのは試作1号機のみで、終戦時には2号機が組み立て途中だった（1・2号機とも爆破処分され、海に投棄されたとも言われる）。本機は本来の開発意図であったジェット化どころか、そのための試験機であるレシプロ型の試験さえほとんど行えず、機体に秘められた先進性と可能性を示すことが出来ないままに終わってしまった。
本機のジェット化第一案では、翼にジェットエンジンを装着する予定、後期の第二案では、胴体内にジェットエンジンを内蔵し、機首にエアインテークを設け、胴体後部に二個所の噴気口を備えていたとされるが、あくまでこれは推測であって、実態は明らかでない。

## 主要諸元
景雲
- 全長：13.05 m
- 全幅：14.00 m
- 全高：4.24 m
- プロペラ：V.D.M.定.6翅
- 主翼面積：34.00 m2
- 自重：6,015 kg
- 全備重量：8,100 kg
- 発動機：愛知 ハ70-I 液冷倒立V双子型24気筒 離昇3,400 hp × 1基
- 最大速度：741 km/h
- 巡航速度：463 km/h
- 実用上昇限度：11,700 m
- 航続距離：3,611 km
- 武装：なし
- 乗員：2名
- 略符号：R2Y1

（性能データは推定値）
景雲改
- 自重：5,700 kg
- 全備重量：8,850 kg
- 発動機: 三菱 ネ330 ターボジェット 推力1,320 kg × 2基
- 最大速度：783 km/h
- 実用上昇限度：10,500 m
- 航続距離：1,269 km
- 武装：爆装あり
- 略符号：R2Y2

（性能データは計画値）

## 登場するゲーム作品
『艦隊これくしょん -艦これ-』
レシプロ仕様は「試製景雲（艦偵型）」、ジェット仕様は翼にエンジンを備えた第一案デザインとみられるものが「噴式景雲改」として登場する。
『鋼鉄の咆哮シリーズ』
Windows版の全作品に登場。生産国で日本を選んだ場合、「景雲」と「景雲改」が偵察機として使用可能。「景雲」は対潜爆雷を装備、「景雲改」は航続距離が1/3に落ちているが耐久力と最高速が若干強化され、対潜航空魚雷を搭載している。
『戦艦少女R』
機首にインテークをもち胴体内にエンジンを備えた、第二案デザインとみられるジェット仕様のものが「景雲改」として登場する。
『War Thunder』
ゲーム内でプレイヤーが操縦可能なランク5攻撃機として「景雲改(R2Y2 Kai V1～3)」の3タイプが登場する。計画にはなかった五式機関砲が4門装備されている機体で、加えて800kg爆弾を1発搭載でき、戦闘爆撃機としても運用できる。